# Theo Barker
Theodore Cardwell Barker (St. Helens, Merseyside, 19 juli 1923 - 22 november 2001), beter bekend als Theo Barker, was een Britse sociaal en economisch historicus.

## Levensloop
Barker werd op 19 juli 1923 geboren in St. Helens, Merseyside in Engeland. Nadat hij in deze stad basisonderwijs en voortgezet onderwijs had gevolgd, studeerde hij aan de Universiteit van Oxford. In 1948 behaalde hij aan het Jesus College een academische graad in de Moderne Geschiedenis. Drie jaar later, in 1951, promoveerde Barker aan de Universiteit van Manchester naar aanleiding van een proefschrift over de 19de-eeuwse geschiedenis van St. Helens. Over ditzelfde onderwerp schreef hij in 1954 in samenwerking met John Harris zijn eerste boek, genaamd Merseyside, A Town in The Industrial Revolution. Na één jaar aan de Universiteit van Aberdeen gedoceerd te hebben, gaf hij van 1953 tot 1964 les aan de London School of Economics (LSE). In 1964 werd Barker hoogleraar in de Economische en Sociale Geschiedenis aan de pas opgerichte Universiteit van Kent. Twaalf jaar later keerde hij terug naar de LSE om in 1983 te pensioneren. Hij overleed op 22 november 2001.

## Werk
Na het schrijven van Merseyside, A Town in The Industrial Revolution onderzocht hij de geschiedenis van glasfabrikant Pilkington Glass. Deze fabriek is gevestigd in St. Helens. In 1960 publiceerde hij het boek Pilkington Brothers and the Glass Industry. Barker was geïnteresseerd in de geschiedenis van het vervoer. Barker droeg in 1963 bij aan het schrijven van A History of London Transport: The 19th Century en in 1974 aan het vervolg hierop, dat de geschiedenis van het Londense transport in de 20ste eeuw behandelde. Deze interesse leidde tot het voorzitterschap van de Transport History Research Trust. In zijn latere carrière schreef hij onder meer The Transport Contractors Of Rye (1982) en The Rise And Rise of Road Transport, 1600–1990 (1993). Hij schreef tevens kronieken over de Worshipful Company of Carpenters (1968) en de Worshipful Company of Pewterers (1974). Als voorzitter was hij actief bij de Railway and Canal Historical Society, het British National Committee of Historians en de door hem opgerichte Oral History Society.